# Loriciel
Loriciel è una software house di sviluppo e distribuzione di videogames francese. Nata nel 1983 da due giovani programmatori e appassionati di videogiochi, Marc Bayle e Laurent Weill. Poco dopo la fondazione della società si aggiunse un nuovo socio, Philippe Seban. La mascotte della società è un gatto nero, presente anche nei titoli dei videogiochi pubblicati.

## Storia
Nei primi anni di vita Loriciel si incentrava quasi esclusivamente nello sviluppo di videogiochi per piattaforma ZX Spectrum e il nome della software house era Loriciels (la S finale venne tolta in seguito). Dopo un periodo si iniziò a sviluppare videogiochi anche per molti altri sistemi dell'epoca. Nel decennio 1985-1995, Loriciel era nel suo massimo sviluppo e la società era conosciuta in tutto il mondo. La sua prima hit fu L'aigle d'or, un videogioco d'azione e avventura in stile fantasy in una specie di 3-D isometrico, per ZX Spectrum nel 1985, grazie a quel successo iniziarono i riconoscimenti da parte degli addetti ai lavori. Successivamente lo sviluppo di videogiochi si spostò su Amiga e Atari ST sfoderando titoli di buon successo come lo sportivo Panza Kick Boxing, Space Racer (un clone di Space Harrier) e Baby Jo: Going Home (molto simile al gioco arcade Adventure Island). La consacrazione avvenne più tardi però, con i titoli Disc, The Magician e soprattutto Jim Power in Mutant Planet; quest'ultimo ricevette molti consensi dalle riviste del settore. Loriciel venne chiusa nel 1995 dai suoi soci fondatori per i troppi debiti e scelte di marketing non azzeccate. A oggi i tre programmatori storici sono ancora attivi in altri progetti, sempre nell'ambito software per computer.

## Videogiochi prodotti
- 3D Fight
- 3D Fongus
- 3D Sub
- A 320
- Advanced Destroyer Simulator
- Air Attack
- Albedo
- Alphakhor
- Atomic Driver
- Automec
- Baby Jo: Going Home
- Bactron
- Best of the Best
- Billy la Banlieue
- Billy la Banlieue 2
- Bob Winner
- Booly
- Builderland
- Bumpy
- Bumpy's Arcade Fantasy
- Calcul Mental
- Carn-3
- Caspak
- Challenge Voile
- Coliseum
- Copter 271
- Crazy shot
- Crocky
- Crocky 2
- Crystann
- Dark Sat
- Disc
- Eddie Edwards Super Ski

- Eliminator (Thomson 1984)
- Entity
- Frelon
- Galaxion
- Gastronon
- Gem Stone Legend
- Godilloric
- Guardians
- Harricana
- Hu*bert
- Intertron
- Jack-man
- Jim Power in Mutant Planet
- L'Aigle d'or
- L'Aigle d'or 2: Il ritorno
- Lode Runner
- Mach 3
- Magnetik Tank
- Mobile Man
- Moon Blaster
- Oceania
- Orph
- Outboard
- Panza Kick Boxing
- Paragliding
- Paraplane
- Pengoric
- Pharaon
- Pro tennis
- Psyborg
- Pulsar 2
- Quadrel
- Rally 2

- Reversi Champion
- Secret Defense
- Sherman M4
- Skweek
- Sorvivor
- Space Racer
- Space Shuttle Simulateur
- Star Trap
- Super Jeep
- Davis Cup
- Super Skweek
- Tennis 3D
- The Magician
- Thunder Burner
- Tic-Tac
- Timerace
- Tiny Skweeks
- Tony Truand
- Top Chrono
- Torann
- Turbo Cup
- Westphaser
- Zox 2099